# Den tyste hämnaren
Den tyste hämnaren (italienska: Il grande silenzio) är en italiensk spänningsfilm från 1968 i regi av Sergio Corbucci, med Jean-Louis Trintignant och Klaus Kinski i huvudrollerna. Handlingen utspelar sig i ett genomkorrupt Utah under den stora snöstormen 1898. Den följer en stum revolverman som tillsammans med en grupp laglösa mormoner försöker ta kål på en grupp skrupelfria prisjägare. Filmen är känd som en av de allra våldsammaste spaghetti-westernfilmerna.

## Medverkande
- Jean-Louis Trintignant som Gordon, "Silenzio"
- Klaus Kinski som Tigrero
- Frank Wolff som sheriff Gideon Corbett
- Luigi Pistilli som Henry Podik, "Pollycut"
- Vonetta McGee som Pauline Middleton
- Maria Mizar Ferrara som Miguels mor
- Marisa Merlini som Régine
- Carlo D'Angelo som guvernör
- Mario Brega som Martin
- Spartaco Conversi som Walter
- Remo De Angelis som falsk sheriff
- Jaques Toulouse som Miguel

## Tematik
Medievetaren Austin Fisher har argumenterat för att filmen är det främsta exemplet på en typ av italiensk westernfilm som gav uttryck för den nya vänsterns samhällssyn. Fisher betonar särskilt Herbert Marcuses teorier om hur en våldsam totalitarism, som Marcuse generiskt kallar fascism, är det slutgiltiga uttrycket för det västerländska samhället, ett resonemang som var populärt inom 1960-talets vänsterradikala studentrörelser. Detta kommer till uttryck i filmens överflöd av våld, som både utövas av protagonisterna och antagonisterna, samtidigt som det framfördes i samhällsdebatten av de vänsterextrema terrorgrupper som var verksamma i Italien och andra europeiska länder på 1960- och 1970-talen.